# كلية الحقوق (جامعة الإسكندرية)
كلية الحقوق جامعة الإسكندرية هي إحدى كليات جامعة الإسكندرية، أنشئت عام 1938 م وكانت تابعة للجامعة المصرية «جامعة القاهرة حالياً»، ثم أصبحت تابعة لجامعة فاروق الأول «جامعة الإسكندرية حالياً» عند إنشائها في عام 1942 م.

## نبذة تاريخية لكلية الحقوق جامعة الإسكندرية
يرجع العهد بالدراسات الأكاديمية للقانون في الإسكندرية إلي عام 1938 حين أنشئ فرعا لكلية الحقوق جامعة فؤاد الأول بالإسكندرية بناء علي قرار من مجلس جامعة فؤاد الأول وتصديق مجلس الوزراء علي القرار في 6 أغسطس 1938 واستؤجر قصر " زرفوداكي بباكوس ليكون مقرا لهذا الفرع وبدأت الدراسة فيه يوم السبت 15 أكتوبر عام 1938، واقتصرت علي السنتين الأولي والثانية في العام الجامعي (1938 – 1939 م) ثم تلتها السنة الثالثة في العام الجامعي (1939 – 1940 م) ثم السنة الرابعة في العام الجامعي (1940 – 1941 م)وتخرجت أول دفعة مايو 1941 م وفي الثاني من أغسطس عام 1942 م صدر قرار بشأن إنشاء جامعة فاروق الأول بالإسكندرية من سبع كليات (الآداب، الحقوق، الطب العلوم، الهندسة، الزراعة، التجارة)، اتخذت كلية الحقوق الجديدة من فرع الكلية القديم أساسا لها، وتم نقلها من المبني الذي كانت تشغله إلى مبنى مدرسة العباسية الثانوية بمحرم بك نتيجة الزيادة المطردة في أعداد الطلاب وظلت كلية الحقوق تشغل جزءاً من مبني المدرسة حتى صيف عام 1946 م عندما تقرر نقلها إلي مبني مدرسة " الليتوريا " الإيطالية " بالشاطبي لتتقاسمه مع كلية الزراعة والمكتبة العامة وقد حددت اللائحة الأساسية للكلية – في ذلك الحين – الدرجات العلمية التي تمنحها الكلية وهي درجة الليسانس في الحقوق دبلوم الدراسات العليا في القانون الخاص، القانون العام، الاقتصاد السياسي درجة الدكتوراه في الحقوق ومع، ازدياد طلاب الكلية أخذت الكلية بمبدأ التطوروالتطوير، وكان لزاما علي الجامعة أن تفكر جديا في دراسة لإنشاء مبني جديد لهذه الكلية العريقة تمهيدا لنقلها إليه ووضع هذا المشروع موضع التنفيذ في العام 1956 – 1957 م بأرض الجامعة بسوتير في 20 يونيو 1961 م تسلمت الجامعة مبني الكلية الجديد، وبدأت الدراسة في هذا المبني في أواخر سبتمبر من العام نفسه ضمت الكلية عشر أقسام هي قسم القانون المدني، القانون الدولي العام، القانون الجنائي، قانون المرافعات، الاقتصاد والمالية العامة، القانون العام القانون الدولي الخاص، القانون التجاري، فلسفة القانون وتاريخه، الشريعة الإسلامية وعلي مدى خمسين عاما من تاريخ الكلية قام بالتدريس لطلابها عدد كبير من الأساتذة المشهود لهم بالكفاءة العالمية سواء من مرحلة الليسانس أو الدراسات العليا، كما استعانت الكلية بالشخصيات القانونية من خارجها لإثراء الحياة التعليمية والعملية كما تولي عدد من خريجي الكلية عمادتها، أو رئاسة الجامعة أو وكالتها وقد ظلت كلية الحقوق بجامعة الإسكندرية " منذ إنشائها النبع الذي قدم لمصر والعالم العربي العديد من رجال القانون والسياسة والحكم والإدارة الذين أسهموا في حركة التشريع والتنفيذ داخل المجتمع، كما أمدت العالم العربي بأساتذة من رجال القانون الذين ساهموا في تطوير التشريعات القانونية وتحديثها وأصدرت الكلية مجلة خاصة بالحقوقيين هي " مجلة الحقوق للبحوث القانونية والاقتصادية "، وفي أوائل نوفمبر 1942 حصلت الكلية علي تصريح وزارة الداخلية بإصدار مجلة باسم " مجلة الحقوق " تصدر أربع مرات سنويا وذلك اعتبارا من فبراير 1943 م وفي هذا الخصوص عقدت الكلية عدة مؤتمرات علمية، أبرزها مؤتمر حقوق الأسرة سنة 1985 م ومؤتمر حقوق الطفل سنة 1988 م كما أنشأت الكلية عام 1986 م مركزا للخدمات القانونية والاقتصادية وذلك لتيسير الخدمات القانونية والارتقاء بها كذا تم إنشاء محكمة نموذجية نقلت نصا علي غرار المحاكم العتيقة كما قامت الكلية أيضا بإنشاء مطبعة حديثة تم تزويدها بكافة الأجهزة الحديثة، كما تم إنشاء وحدات ذات طابع خاص منها وحدة الدراسة باللغة الإنجليزية والفرنسية، كما انشأت الكلية مشروع للتعليم المفتوح يمنح الطالب درجة الليسانس في العلوم القانونية.

## مقر كلية الحقوق
ومع ازدياد طلاب الكلية أخذت الكلية بمبدأ التطور والتطوير، وكان لزاما علي الجامعة أن تفكر جديا في دراسة لإنشاء مبني جديد لهذه الكلية العريقة تمهيدا لنقلها إليه ووضع هذا المشروع موضع التنفيذ في العام 1956/1957 م بأرض الجامعة بسوتر في 20 يونيو 1961 م تسلمت الجامعة مبني الكلية الجديد، وبدأت الدراسة في هذا المبني في أواخر سبتمبر من العام نفسه ضمت الكلية عشر أقسام هي قسم القانون المدني، القانون الدولي العام، القانون الجنائي، قانون المرافعات، الاقتصاد والمالية العامة، القانون العام القانون الدولي الخاص، القانون التجاري، فلسفة القانون وتاريخة، الشريعة الإسلامية.
وعلي مدى خمسين عاما من تاريخ الكلية قام بالتدريس لطلابها عدد كبير من الأساتذة المشهود لهم بالكفاءة العالمية سواء من مرحلة الليسانس أو الدراسات العليا، كما استعانت الكلية بالشخصيات القانونية من خارجها لإثراء الحياة التعليمية والعملية. كما تولي عدد من خريجي الكلية عمادتها، أو رئاسة الجامعة أو وكالتها وقد ظلت كلية الحقوق بجامعة الإسكندرية " منذ إنشائها النبع الذي قدم لمصر والعالم العربي العديد من رجالات القانون والسياسة والحكم والإدارة الذين أسهموا في حركة التشريع والتنفيذ داخل المجتمع، كما أمدت العالم العربي بأساتذة من رجالات القانون الذين ساهموا في تطوير التشريعات القانونية وتحديثها
مقر كلية الحقوق

## إصدارات الكلية
وتصدر الكلية مجلة خاصة بالحقوقيين هي «مجلة الحقوق للبحوث القانونية والاقتصادية»، وفي أوائل نوفمبر 1942 حصلت الكلية علي تصريح وزارة الداخلية بإصدار مجلة باسم «مجلة الحقوق» تصدر أربع مرات سنويا وذلك اعتبارا من فبراير 1943 م وفي هذا النصوص عقدت الكلية عدة مؤتمرات علمية، أبرزها مؤتمر حقوق الأسرة سنة 1958 م ومؤتمر حقوق الطفل سنة 1988 م كما أنشأت الكلية عام 1986 مركزا للخدمات القانونية والاقتصادية وذلك لتيسير الخدمات القانونية والارتقاء بها كذا تم إنشاء محكمة نموذجية نقلت نصا علي غرار المحاكم العتيقة كما قامت الكلية أيضا بإنشاء مطبعة حديثة تم تزويدها بكافة الأجهزة الحديثة.
الدرجات العلمية
تمنح جامعة الإسكندرية – كلية الحقوق – الدرجات العلمية الآتية:-
1.	درجة الليسانس في الحقوق
2.	دبلوم الدراسات العليا في: -
o	القانون الخاص
o	القانون العام
o	العلوم الاقتصادية والمالية
o	القانون الجنائي
o	دبلوم العلوم الإدارية
o	دبلوم السياسة الشرعية
o	دبلوم الفقة الإسلامي
o	دبلوم التحكيم
o	دبلوم المرافعات
دراسات مهنية: دبلوم معهد العلوم الضريبية (دبلوم متخصص سنتين)
3.	درجة ماجستير في الحقوق.
4.	درجة دكتوراه في الحقوق
ولقد قام طلاب كليه الحقوق بتحرير محضر ضد جامعه الإسكندرية وضد كليه الحقوق وكانت كلية الحقوق قد أعلنت رسوب أكثر من 85% من طلاب الفرقة الرابعة، 73% الفرقة الثالثة، 61% الفرقة الثانية، و55% بالفرقة الأولى خلال امتحانات العام الدراسي المنصرم 2011-2012.

وفور إعلان النتيجة تقدم العديد من الطلاب بطلب تظلم لإدارة الكلية إلا أنهم فوجئوا بوجود طلبات التظلم ملقاة في سلة المهملات بالكلية الأمر الذي أثار استياءهم.
1. 1 2  "Aligned ISNI and Ringgold identifiers for institutions". Zenodo (بالإنجليزية). 24 Aug 2017. DOI:10.5281/ZENODO.758080. QID:Q64159407.
2. ↑  "رؤساء جامعة الاسكندرية عبر التاريخ". مؤرشف من الأصل في 2019-08-25. اطلع عليه بتاريخ 2022-03-12.
3. ↑  السيد فؤاد (13 نوفمبر 2021). "بدء تنفيذ مشروع الجامعة الأهلية بالإسكندرية (صور)". المال. مؤرشف من الأصل في 2022-03-23. اطلع عليه بتاريخ 2022-03-20.
4. ↑  رجب رمضان (3 سبتمبر 2021). "جامعة الإسكندرية بتصنيف تايمز العالمي للجامعات 2022". جريدة المصري اليوم. مؤرشف من الأصل في 2021-09-04. اطلع عليه بتاريخ 2021-11-24.
5. ↑  "The Nobel Prize in Chemistry 1999". Nobelprize.org. مؤرشف من الأصل في 2013-09-07. اطلع عليه بتاريخ 2013-02-04.
6. ↑  "Egyptian renowned film director Tawfiq Saleh dies at 87". الأهرام (جريدة). 18 أغسطس 2013. مؤرشف من الأصل في 2013-09-15. اطلع عليه بتاريخ 2013-09-14.
7. ↑  "The Boubasteion and the first Greek immigrants to Alexandria". مؤرشف من الأصل في 2022-10-12.

http://www.el-balad.com/260355

## الأقسام
- القانون الجنائى
- القانون الدولي العام
- القانون التجارى والبحرى
- القانون المدنى
- الشريعة الإسلامية
- الاقتصاد والمالية العامة
- القانون العام
- قانون المرافعات
- القانون الدولي الخاص
- فلسفة القانون وتاريخه
- تاريخ النظم القانونية

## الوحدات ذات الطابع الخاص
- مركز الدراسات والبحوث والخدمات القانونية والاقتصادية.
- وحدة التعليم باللغة الإنجليزية.
- وحدة التعليم باللغة الفرنسية.